# Kozure Ōkami: Sono chiisaki te ni
Pour plus de détails, voir Fiche technique et Distribution.
Kozure Ōkami: Sono chiisaki te ni (子連れ狼 その小さき手に, aussi connu sous le titre Lone Wolf and Cub: Final Conflict) est un film japonais réalisé par Akira Inoue, sorti en 1993. C'est un film de la saga Baby Cart adapté du manga Lone Wolf and Cub (子連れ狼, Kozure Ōkami, littéralement « le loup qui accompagne son petit »). Si l’œuvre originelle privilégie l'action, l'accent est mis dans ce film sur les relations filiales entre père et fils,.

## Synopsis
Ogami Ittō, un samouraï servant le shogun comme « Kogi Kaishaku-nin » (bourreau officiel) est la cible d’un complot du clan Yagyū pour accaparer son poste et le remplacer par un membre de leur propre famille. Lorsque sa femme est assassinée et que des éléments de preuve apparaissent visant à montrer qu’il comploterait contre le Shogun, le code du Bushido lui impose de commettre le seppuku. Au lieu de cela, il défie les ordres du Shogun et prend les armes accompagné de son jeune fils contre ses ennemis, devenant un assassin à embaucher.

## Fiche technique
- Titre : Kozure Ōkami: Sono chiisaki te ni
- Titre original : 子連れ狼 その小さき手に
- Titre anglais : Lone Wolf and Cub: Final Conflict
- Réalisation : Akira Inoue
- Scénario : Tsutomu Nakamura d'après le manga Lone Wolf and Cub (子連れ狼, Kozure Ōkami?, littéralement « le loup qui accompagne son petit ») écrit par Kazuo Koike et dessiné par Goseki Kojima
- Photographie : Saburō Fujiwara
- Montage : Masaru Iizuka
- Société de production : Kazuo Koike Office (小池一夫事務所, Koike Kazuo jimu-sho?)
- Société de distribution : Shōchiku
- Musique : Masahiro Kawasaki
- Pays d'origine :  Japon
- Format : Couleur
- Genres : Film d'aventure ; Drame ; Chanbara ; Jidai-geki
- Durée : 119 minutes
- Dates de sortie : 6 février 1993

## Distribution
- Masakazu Tamura : Ogami Ittō
- Tatsuya Nakadai : Yagyū Retsudō
- Yushi Shoda : Daigoro, le jeune fils d'Ogami Ittō
- Isao Hashizume : Yagyū Bizen, le jeune frère de Retsudō
- Shima Iwashita : la femme abandonnée portant sa fille
- Kimiko Ikegami : Yagyū Chizuro
- Renji Ishibashi : Matsudaira
- Chōichirō Kawarasaki : le chambellan qui héberge Ogami Ittō
- Yūko Kotegawa : la femme d'Ogami Ittō
- Tōru Masuoka : Yagyū Kurando
- Kunie Tanaka : le prêtre bouddhiste
- Mayumi Wakamura : Yagyū Nanao